# Fast & Furious
Fast & Furious (titulada: Fast & Furious: Aún más rápido en España y Rápidos y furiosos o Rápidos y furiosos 4 en Hispanoamérica) es una película de acción estadounidense de 2009 dirigida por Justin Lin y protagonizada por Paul Walker, Vin Diesel, Michelle Rodriguez y Jordana Brewster. Es el cuarto film de la saga  Fast & Furious y secuela directa de The Fast and the Furious (2001) y 2 Fast 2 Furious (2003), ambientado tiempo antes de los eventos de la tercera película The Fast and the Furious: Tokyo Drift (2006). En la película, Dominic Toretto (Diesel) y el agente del FBI Brian O'Conner (Walker) se ven obligados a trabajar juntos para vengar el asesinato de la amante de Toretto, Letty Ortiz (Rodríguez) y detener al narcotraficante Arturo Braga.
En julio de 2007 se anunció una cuarta película, y poco después se confirmó el regreso de Diesel, Walker, Rodríguez y Brewster.  Para tener en cuenta las ausencias del elenco en cualquiera de las dos entregas anteriores, la película se desarrolló para ubicar The Fast and the Furious: Tokyo Drift (2006) como algo que ocurrió más allá de los eventos de The Fast and the Furious,  mientras que se produjo y estrenó el cortometraje Los Bandoleros (2009). La fotografía principal comenzó en febrero de 2008 y concluyó en julio, con lugares de rodaje que incluyen Los Ángeles y la República Dominicana.  Lin, Morgan y el compositor Brian Tyler regresaron a sus papeles de Tokyo Drift. Fast & Furious es la primera película que presenta movimiento D-BOX. También fue la primera película de la franquicia producida por Diesel.
Fast & Furious se estrenó en el Anfiteatro Gibson de Los Ángeles el 12 de marzo de 2009 y fue estrenada en Estados Unidos el 3 de abril por Universal Pictures. Tras su estreno, la película recibió críticas generalmente negativas de los críticos, quienes criticaron su guion débil, su trama compleja y el tiempo limitado en pantalla de Michelle Rodríguez, aunque algunos elogiaron su reunión del elenco original, las secuencias de acción y la partitura musical. Recaudó más de 360 millones de dólares en todo el mundo, superando las expectativas y convirtiéndose en la película más taquillera de la franquicia en ese momento. También recaudó 72,5 millones de dólares en todo el mundo durante su primer fin de semana, lo que la convirtió en el estreno de fin de semana de primavera con mayor recaudación en todo el mundo, hasta el lanzamiento de Alicia en el país de las maravillas (2010). Le siguió Fast Five en 2011.

## Argumento
Han pasado cinco años desde que el prófugo, Dominic "Dom" Toretto (Vin Diesel), cruzara la frontera con México, consciente de que siempre sería un fugitivo. Vive en una cabaña en una playa de República Dominicana con Leticia "Letty" Ortiz (Michelle Rodriguez), lo único que le queda de su pasado, e intenta rehacer su vida, mientras sabe que la policía siempre está a unos pasos detrás de él.
Todo comienza cuando Dom, Letty, Han Seoul-Oh (Sung Kang), Cara Mirtha (Mirtha Michelle), Tego Leo (Tego Calderón) y Rico Santos (Don Omar), se encuentran en un trabajo de robo de gasolina en una de las montañas de República Dominicana. Dom va en su auto con Letty, mientras que Han va en otro con su compañera Cara y Tego y Rico comparten el último vehículo. Después de besar a Dom, Letty se prepara para saltar al camión, mientras Han les sugiere que es tiempo de robar bancos, ya que no es casi rentable robar un camión de gasolina en medio de la nada, pero Letty le afirma que ahí la gasolina vale oro, mientras que Tego por otro lado, le menciona que por lo menos los bancos no se mueven, aunque Rico de forma burlona le recuerda que la última vez que este robó un banco lo tuvieron que sacar de prisión. En ese momento, Dom logra hacer que Letty suba al camión de gasolina para luego aplicar nitrógeno líquido a los ganchos del tanque. Antes, Cara, junto con Han, logran engancharse en él, por lo que Letty, tras haber aplicado el nitrógeno líquido, logra romper los ganchos con un martillo y avanzar al siguiente tanque. Han y Cara, tras obtener el tanque de gasolina según el plan, Tego se dispone a engancharse, aunque con dificultad, a pesar de la desconfianza de Han, quien cree que no lo logrará en los primeros seis intentos.
Tego le comenta a Han que lo lograra a la primera, pero Letty, siendo más realista, sugiere que en tres intentos. Sin embargo, el conductor del camión se percata de Letty por el retrovisor, en el momento en que Rico logra engancharse al primer intento y el camionero se dispone a matar a Dom y lanzar a Letty del camión en movimiento. Dom le ordena a Tego desengancharse, pero ya es demasiado tarde y Letty por poco cae y pierde el martillo en el proceso. El conductor del camión saca una pistola y le dispara al auto de Dom, mientras se acercan peligrosamente hacia una pendiente muy empinada y sin forma posible de desengancharse Tego del camión. Dom le ordena a Letty que coloque el nitrógeno líquido en el gancho del tanque, pero Letty le menciona que sin el martillo no sirve, a lo que Dom la convence de hacerlo. El camionero en los intentos de desenganchar a los ladrones y frustrar el robo de la gasolina, gira violentamente y constantemente sin parar. Una vez colocado el nitrógeno, Dom le ordena a Letty sujetarse fuerte y usa su auto a modo de martillo logrando desenganchar el tanque y que Tego logre detenerse en la pendiente y llevarse la carga valiosa con Rico. Pero en el intento, una pieza de metal casi golpea a Letty, haciendo una grieta en el tanque, provocando un derrame de gasolina cerca de ella. Dom le dice Letty que salte, pero en ese momento, el conductor del camión se percata de que hay una curva y un acantilado al frente y el camión va demasiado rápido para detenerse a tiempo. Sin poder hacer nada al respecto, el conductor del camión toma a su iguana y salta del camión.
Mientras tanto, Dom intenta sacar a Letty del camión (ahora sin conductor), quien salta al auto de Dom y logra agarrarse de su mano, subiendo rápidamente al auto. Pero, el tanque del camión de gasolina gira violentamente, quedando frente a Dom y Letty, mientras que detrás de ellos, el camión acaba volcándose, dejándolos atrapados. Mientras el tanque en llamas se acerca, Letty, asustada, ruega a Dom hacer algo y este acelera a fondo, evitando el tanque en llamas por milímetros, saliendo ilesos del lugar, mientras el camión explota con el tanque en llamas y cae al precipicio.
Horas más tarde, el equipo y los habitantes del lugar celebran con una gran fiesta el gran trabajo realizado con la gasolina. En ese momento, Dom reparte las ganancias que le corresponden a cada uno, empezando con Tego y Rico, pero Rico se queja de que siempre le pagan más a Tego que a él y ambos empiezan a discutir, pero Dom les dice que lo gocen, por lo que Tego y Rico se marchan con su dinero. Por otro lado y a petición de Han, Cara se retira con sus ganancias correspondientes, mientras que Han, con una mirada de malas noticias, le menciona a Dom que la policía allanó su cochera en Barahona, teniéndolos en la mira, por lo que el robo de la gasolina los llevará directo a ellos. A todo esto, Han sugiere escapar de inmediato de República Dominicana, pero Dom por su parte le responde que es a él al que buscan y si lo atrapan, encerrarán a todo aquel que esté a su lado, por lo que Dom se despide de Han y donde también le sugiere que se dedique a lo suyo, a lo que Han le responde de forma amistosa que están haciendo cosas divertidas en Tokio, Japón. Momentos después, Dom le pregunta a Han si ha visto a Letty y el propio Han le señala que está sentada en el borde de la playa viendo el océano y Dom se le acerca donde ella está, donde la misma Letty le menciona a Dom que Río de Janeiro, Brasil es muy hermoso en esa época del año, pero Dom le advierte que la policía se está acercando y no quiere que Letty esté con él cuando lo arresten. Letty le recuerda la frase de «Correr o morir», diciéndole que saldrán adelante juntos como siempre y luego se besan. Esa misma noche, mientras Letty duerme, Dom empaca sus cosas y se marcha de República Dominicana, dejando sola a Letty con su parte del trabajo y su collar de crucifijo. 
En Los Ángeles, Brian O'Conner (Paul Walker) ahora trabaja como agente federal, ya que después de atrapar al narcotraficante argentino, Carter Verone (Cole Hauser), en la segunda entrega en Miami, junto con su amigo, Roman "Rome" Pearce (Tyrese Gibson), logró que todos los antecedentes de ambos fuesen borrados. Aparece persiguiendo por todo el centro de la ciudad a uno de los hombres del narcotraficante mexicano, Arturo Braga, por información. Luego de una persecución a pie, Brian consigue atraparlo y obtiene un nombre; David Park. Minutos después, en las oficinas del FBI, Brian se presenta a una reunión y les da la información que consiguió a sus superiores, sin embargo, estos también le hacen un llamado de atención, debido a los estragos que ocasionó su persecución en el centro de la ciudad. Mientras tanto, Dom logra refugiarse en Panamá, y un día, mientras repara su auto, recibe una llamada de su hermana, Mia Toretto (Jordana Brewster), diciéndole que Letty había sido asesinada.
De vuelta en Los Ángeles, Brian y el resto del FBI, esperan a un lado de donde se realiza el funeral de Letty, a que Dom se presente para arrestarlo. Sin embargo, Dom se encuentra en un área, apartada de la vista de la policía, observando la escena. El agente Michael Stasiak (Shea Whigham), le informa a Brian que el reconocimiento facial identificó a Dom, diez minutos después de cruzar la frontera y en el funeral, están presentes Mia y todos los conocidos de Letty, lamentando su trágica muerte, mientras en el féretro se encuentra una foto de Dom junto a Letty y Vince. Por su parte, Brian sabe que Dom está en el cementerio, pero no lo ve. Horas más tarde, Dom visita a Mia en su casa, la cual es constantemente vigilada por la policía. Él observa en su viejo garaje un Dodge SuperCharger R/T 1970 modificado, con un motor con inyección electrónica, gracias a Letty. Dada la circunstancia, Letty recuperó el Charger que Dom chocó en la primera entrega, lo reconstruyó y modificó, pero no pudo terminarlo. Mia revela que Letty no permitió que se lo llevaran (aunque ella piensa que es una maldición) y que trabajó en él día y noche. Después de encontrar el collar del crucifijo colgado en el interior del auto, Dom le pide a Mia que lo lleve al lugar en el que Letty se estrelló. Mientras tanto, en las oficinas del FBI, el agente en jefe, Penning (Jack Conley), les reporta que sus superiores le informaron que si no veían avances en el caso Braga, lo iban a cancelar, debido a que habían pasado dos años y los últimos agentes e informantes que enviaron para infiltrarse regresaron muertos, incluyendo a Letty. También agrega que se convirtió en una amenaza mayor del país que el narcotraficante colombiano Pablo Escobar, e incluso no tienen sus huellas, ni saben su fecha de nacimiento. El agente Stasiak piensa que Park no es alguien importante, sin embargo, Brian piensa que no es así; debido a que sin Park, Braga no tendría corredores para mover las drogas, pero ante la cantidad enorme de personas con ese nombre en la ciudad, Brian decide buscar en los registros de tránsito; modificaciones ilegales o carreras callejeras.
Mientras tanto, Dom y Mia llegan al lugar donde Letty murió. Dom tiene una visión de cómo Letty chocó y luego fue asesinada. Más tarde, deja a Mia en una cuadra cerca de su casa, ella le pregunta qué descubrió, a lo que Dom le contesta que encontró marcas en el asfalto, marcas de nitro metano, y él solo conoce a una persona en todo Los Ángeles que lo vende. Mia trata de convencer a Dom de que nada de lo que él haga hará que regrese Letty, pero Dom hace caso omiso a la petición de su hermana y se despide de ella, con rumbo a buscar al vendedor del nitro metano. Mientras tanto, Mia es llevada al interrogatorio del FBI por el agente Stasiak para que les dé información sobre Dom. Al día siguiente, Brian observa a Mia y engaña a Stasiak para que pueda transferir a Mia a otro sitio y le entrega la lista de posibles David Park a la agente Sophie Trinh (Liza Lapira). Mia, al observar a Brian, no tiene otra opción. 
Esa mañana, Dom encuentra a Virgil (Joe Hursley), el vendedor del nitro metano y lo convence por la fuerza de darle el nombre del comprador, quien resulta ser, para mera coincidencia, David Park. Mientras tanto, Brian lleva a Mia a un restaurante, advirtiéndole que la policía encontrará a Dom y no quiere que ella se involucre en ello; Mia entonces le confronta que si eso es lo que tiene que decirle después de lo ocurrido hace cinco años en la primera entrega. Brian se disculpa por ello y Mia le reprocha sobre sus acciones, incluyendo que fingiera amarla, aparte de las demás cosas, las cuales habían destruido a su familia y Brian responde que le mintió a todos, a lo que Mia le dice que él es el malo que finge ser bueno ante todos. Antes de irse, le pregunta a Brian porque dejó ir a Dom aquella vez, pero Brian le contesta que no lo sabe. Cuando Brian regresa a la oficina, recibe una lista de Trinh de los posibles David Park que encontró con registros de tránsito, hasta que dio con el sujeto indicado, debido al registro de un Nissan Silvia 240SX 2002 modificado, a nombre de Park. Brian decide ir en búsqueda del auto hasta que lo encuentra, pero irónicamente, Dom llega primero y lo empieza a atacar para obtener respuestas. Luego de que Park lo meta en la carrera, Dom se dispone lanzarlo al vacío. Brian, llega para impedirlo, diciéndole a Dom que suba a Park y le informa que Letty trabajaba con Braga y algo salió mal. Después de escuchar lo que le dijo Brian, Dom promete que matará a Braga y a cualquiera en su camino y luego deja caer a Park al vacío, pero es rescatado por Brian en el último segundo, mientras que Dom, por otro lado, se retira del lugar. Minutos después, Brian lleva a Park para ser interrogado, pero en ese momento, el agente Stasiak viene a reclamarle a Brian por haberlo engañado la última vez para que dejara ir a Mia, sin embargo, Brian lo golpea y lo deja sangrando. El agente Penning, enterado de lo acontecido, le ordena a Stasiak que se limpie, este al principio se niega, pero Penning se lo reprende y agrega diciéndole: "Estás manchando mi piso". Después de que Stasiak a regañadientes se retira del lugar, Penning habla con Brian, diciéndole que la diferencia entre un policía y un criminal es tomar una mala decisión y le aconseja que controle sus impulsos. Al rato, en una junta, Park decide meter en la carrera a Brian, a cambio de protección contra posibles represalias. Después, Brian elige dos diferentes tipos de Nissan Skyline GT-R R34 2002 y un Nissan GT-R 2007, escogiendo de los tres uno de color azul eléctrico, el cual procede a modificar y reparar de inmediato, aunque utiliza también algunas piezas y partes de los otros dos Skyline para no perder más tiempo. Mientras que, por otro lado, Dom piensa participar en dicha carrera, preparando también su auto para el día de la carrera, el cual es un Chevrolet Chevelle SS 1970, pintado de rojo a gris oscuro metálico. Sin embargo, como precaución por parte del FBI y la CIA, el Skyline de Brian tiene un rastreador GPS convencional por órdenes de Penning.
En la noche de la carrera, Brian se presenta con su auto y se topa con Dwight Mueller (Greg Cipes), otro corredor que no participará en la competencia (debido a que ya estaba dentro del equipo de Braga). Mueller se regodea de ser parte de los corredores de Braga, hasta que Gisele Yashar (Gal Gadot) interviene y lleva a Dom, Brian, Alex (Brandon T. Jackson) y a otro corredor a una reunión con Ramón Campos (John Ortiz), la mano derecha de Braga y los demás miembros del cártel, que incluyen a Fénix "Rise" Calderón (Laz Alonso) y a la misma Gisele. Campos advierte que lo que busca Braga es a un corredor de verdad y  que no necesitan saber que transportarán, aunque Dom le hace ver que un corredor de verdad sabe lo que pone en su auto. Fénix lo encara, pero Dom le recuerda que ahí Campos es el jefe. La carrera inicia con Dom, Brian, Alex y el otro corredor. En el trayecto a la meta, el otro corredor muere en un choque masivo, aunque con Brian saliéndose de la ruta, puesta por el GPS de Campos, con tal de esquivar el choque, entrando nuevamente después. Alex intenta sacar a Dom del camino, pero Dom hace que Alex se estrelle contra un puente, muriendo instantáneamente. Justo en la recta final, parecía que Brian ganaba la carrera, pero no contó con que Dom lo embistiera para que este pierda el control y dé vueltas, haciendo que pierda la carrera. Brian le reclama a Dom por haber hecho trampa, pero Dom le recuerda que no habían reglas, al mismo tiempo, Fénix le responde a Brian: "A llorar con tu mamá". Dom entonces entra al equipo de Braga y Gisele le pide su huella y su número de teléfono celular, comentándole que la huella es para Campos y el número es para ella, mientras Brian se retira, indignado por lo que le hizo Dom. Después de perder, Brian es humillado por parte de Mueller y por esto, Brian dirige a un grupo del FBI para arrestar a Mueller, bajo los cargos de posesión de metanfetaminas y así infiltrarse en el cartel. Más tarde, en el bar, Brian y Dom se reúnen con Campos para hablar y beber unos tragos. Unos minutos después, Campos se retira a una reunión con Braga. Brian promete que atrapará a Braga y a todos sus cómplices, no sin antes que Dom le deseara suerte. Brian sigue a Campos para obtener pistas sobre Braga, mientras que Dom se va al garaje del bar. Ahí encuentra un Ford Gran Torino 1972, color verde, que es el auto de Fenix (secuaz de Campos) y por ende, el auto descrito por Virgil. Entonces, aparece Gisele y le pregunta qué es lo que busca en una mujer y Dom le responde, sólo para que Gisele sepa que ella no es esa mujer.
Al día siguiente, Brian le entrega a la agente Trinh los dos vasos que tenían Campos y Braga en el bar, con huellas digitales para que empiece a buscar, no solo por la Interpol, sino también por diferentes agencias de la ley en todo el mundo. Al instante, Brian es contactado para que se dirija al punto de reunión. Una vez en el lugar, los hombres de Braga inspeccionan los autos de los miembros del equipo con detectores de metales, con la intención de verificar que ninguno de los cuatro autos es rastreado. En ese momento, Brian se pone algo nervioso y a la expectativa de que estén a punto de descubrirlo con el detector de metales y rápidamente decide sacar el dispositivo GPS de donde lo tiene escondido y lo desactiva en el último segundo, para evitar que los hombres de Braga lo descubran. Una vez terminada la inspección y al notar que ninguno de los autos está siendo rastreado, rápidamente Campos ordena que los cuatro autos sean subidos a un camión, con destino a la frontera de México. Luego, los cuatro corredores del equipo de Braga, conformados por Dom, Brian, Malik Herzon (Neil Brown Jr.) y Tash Barilla (Wilmer Calderon), están listos para transportar la mercancía y Gisele les da las últimas instrucciones antes de partir. Dom pregunta por Fénix, a lo que Gisele le responde que él los verá luego. El equipo se sincroniza, pero antes de irse, Gisele le dice a Dom que vaya con Dios. Momentos después, el equipo conformado por Dom, Brian, Tash y Malik aceleran sus autos pasando el Barranco del Legardo, hacia la frontera de Estados Unidos con México, aprovechando la oscuridad de la noche para evitar ser vistos. Justo en ese momento, Fénix se aparece en la escena para guiarlos y Gisele les avisa a los miembros del equipo que no se separen de él bajo ninguna circunstancia, pero en el trayecto, una de las cámaras de la frontera los detecta en la cercanías, pero cuando la cámara voltea hacia a donde los detectaron inicialmente con imagen térmica, estos desaparecen de la vista de las autoridades fronterizas. Al no poder encontrarlos con las cámaras de seguridad, las autoridades fronterizas envían un helicóptero al lugar para buscarlos de inmediato, ante esto Gisele les advirte al equipo que un helicóptero se acerca a su posición y deben darse prisa antes de que las autoridades fronterizas decidan enviar a las unidades terrestres para que los busquen y los atrapen, pero a pesar de esto, el equipo completo consiguen atravesar la frontera sin ser detectados, todo ello a través de un complejo sistema de túneles. Minutos más tarde, el equipo se reúne en el punto de entrega para descargar las drogas y donde Fenix se dispone a intentar matar a todo el equipo, por órdenes de Campos, luego de la entrega, con la intención de que si alguien era arrestado por el FBI, Braga sería reconocido y podría poner en peligro el cártel. Sin embargo, Dom lo intimida, diciéndole: "Oye jefecito, digo que sólo los maricas usan nitro metano", a lo que Fénix piensa que revisó su auto y Dom le pregunta si él recuerda el Plymouth Road Runner 1970 que perteneció a Letty, diciéndole que alguien destrozó su auto. Justo entonces, el propio Fénix le responde diciendo: "Yo destruí el auto. ¿Recuerdas cómo era ella? Porque yo no. La última vez que la vi, estaba en llamas". Pero justo entonces, Dom comienza a reírse del asunto y Fenix le pregunta diciendo: "¿Ahora qué?", por su parte, Dom le responde a Fénix diciendo: "Disfrutaré lo que va a pasar". Pronto se revela que antes de bajar del auto, Dom había quitado el seguro del nitro para que el gas cubriera el interior y activó el botón del encendedor de cigarrillos de su auto y como consecuencia de ello su auto explota, así como también el auto de Brian y del resto de los autos del equipo. En medio de la confusión, Brian le arrebata un subfusil a uno de los hombres de Fénix y le dispara a unos cuantos guardias y consigue matar a unos cuantos, mientras que Dom por otro lado empieza a pelear con los hombres de Fénix, pero súbitamente es herido de un disparo en la espalda (mediante uno de los matones de Braga) pero dicho disparo no consigue hacerle un daño considerable y toma represalias contra la persona que le disparo. Rápidamente, el mismo Brian logra robar el auto que contenía la mercancía y le dice a Dom, que suba al auto a regañadientes y el dúo consigue escapar de la escena.
Mientras están escondidos a las afueras de Los Ángeles, bajo un puente, Brian llama al agente Penning, para decirle que él tiene la mercancía, sin embargo Penning también se entera por una cámara de tránsito de que Brian está con Dom y le exige que le lleve la mercancía y a Dom. Pero justo entonces, Brian se percata de que Dom está malherido, mientras este último decide abrir uno los baúles, creyendo que era dinero, pero eran $60.000.000 en cocaína, por su parte Brian le dice a Dom que tiene que revisarlo un médico para sacarle la bala de la espalda, pero antes de ello, ambos deben encontrar un lugar para ocultar la mercancía. Minutos después, llegan al depósito de autos incautados, para esconder el auto con las drogas por 48 horas, justo cuando estaban  por retirarse del lugar, el mismo Brian le dice a Dom que como él destruyó su auto, le debe un segundo auto de diez segundos. Para saldar su deuda pendiente, Dom le consigue un Subaru Impreza WRX STi Hatchback 2008 y le menciona a Brian que ahora ya están a mano. Un rato más tarde, el dúo se refugia en una cabaña de Dom, a las afueras de la ciudad, donde poco después, llega Mia al lugar, con un botiquín de primeros auxilios para ayudar a Dom a extraerle la bala. Sin embargo, cuando Mia revisa la herida, descubre que la bala ya no está ahí y por lo tanto solamente le limpia la herida y se la cose, donde en tono sarcástico le menciona a su hermano que va dolerle y Dom en tono de ironía le menciona a Mia que va a disfrutar verlo sufrir y ella sarcásticamente le menciona que tal vez un poco. Momentos después los tres se sientan a cenar, pero en eso Dom empieza a comer primero, por lo que Mia le recuerda que primero deben orar y Dom ayudado por Mía dan las gracias. Luego de cenar, Dom encuentra una caja que contenía las pertenencias de Letty y mira una foto de él con Letty tomada años atrás, mientras Brian charla con Mia del otro lado de la habitación sobre por qué dejó escapar a Dom en la primera entrega, respondiéndole que lo hizo porque en ese tiempo él respetaba más a Dom que a sí mismo, además que aprendió gracias a Dom que todos necesitan un código, pero cuando Mia le pregunta cuál es el suyo, Brian responde que trabaja en ello. Al instante, Dom encuentra el teléfono celular de Letty, revisa las llamadas recibidas y descubre que la última llamada recibida resulta ser de Brian. Ante esta situación infortunada, un Dom completamente enfurecido por la revelación, protagoniza una brutal pelea con él, por no decirle que Letty era una agente encubierto, pero finalmente en el clímax del combate entre ambos, el mismo Brian le confiesa que ella lo hizo por Dom y donde también le explica que Letty se ofreció para entregarle a Braga, a cambio de limpiar su nombre, queriendo que Dom volviera para poder estar juntos, pero debido a esta confesión y muy decepcionado por haberle ocultado la verdad, Dom se marcha furioso del lugar.
Más tarde, en las oficinas del FBI, Brian se dirige a reportarse con Penning, pero también desobedeciendo la orden de Penning de entregarle a Dom y le pregunta en donde esta la mercancía, a lo que Brian le dice que está a salvo. Pero en su defecto, Brian le explica a Penning y también a Stasiak que tiene un plan, el cual consiste en usar la mercancía como señuelo, para atraer a Braga y así poder decapitar todo un cartel multimillonario; planeando un encuentro directo con Braga, pero Stasiak duda que este se presente, pero Brian sabe que no tiene opción y que irá a ese lugar. Sin embargo, dicho plan tiene un precio; si el plan resulta, dejarán en libertad a Dom. Posteriormente, el mismo Dom contacta a Gisele por teléfono para negociar con Campos, pero Gisele se muestra algo decepcionada porque creyó que Dom la llamaría en otras circunstancias. Momentos después, Gisele le pasa la llamada a Campos y Dom le reclama por la forma en que Braga inspira lealtad, matando a sus conductores, pero Campos le responde que siempre habrá más conductores y que es lo más práctico. En eso, el mismo Dom le exige negociar con Braga en persona, pero Campos responde que Braga no negocia con nadie, pero Dom lo amenaza diciéndole que los $60.000.000 en drogas han desaparecido, pero Campos le pregunta qué quiere a cambio, Dom responde $6.000.000, entregados por Braga en sus manos, a cambio de las drogas. Ante esto, el mismo Campos le dice que Braga nunca aceptará el trato, pero Dom lo persuade, diciéndole que o él trata con Braga en persona, o lo hará Campos en su lugar, por lo que este sin más remedio le pregunta cuándo y donde será la reunión.
Dom y Brian se reúnen en el lugar donde verían a Campos y Braga. La policía y el FBI esperan la señal de Brian para atrapar a Braga. Pero, antes de que este llegue, Brian le entrega las llaves de su auto a Dom por si algo sale mal, así el puede escapar. En ese momento, llegan todos los miembros del cartel, incluyendo a Gisele y a Fénix, el cual empieza a provocar a Dom. Pero, Campos lo tranquiliza y le dice a Dom que siente lo que pasó con Letty. Les pregunta por la mercancía y Brian le dice que la verán cuando se vean con Braga. Campos responde que Braga siempre cumple su palabra y en ese momento, Campos le dice a Arturo Braga (Robert Miano), que baje de su auto. Este le entrega dos millones y el resto se los dará cuando le devuelvan las drogas. Mientras que, en las oficinas del FBI, la agente Trinh, recibe la identidad de Braga y Campos y luego le informa a Stasiak que la huella digital coincide y que definitivamente es de Braga, pero ahora espera la impresión facial. Brian le pregunta a Braga si en la noche, cuando estaban en el bar, si usaba una corbata rosa cuando estaba en el barrio, según lo comentado por Campos. Braga, por su parte, no responde, por lo que Dom y Brian se dan cuenta de que él no es Braga. Sin recibir la señal de Brian y la confirmación facial de Trinh, Stasiak les dice a los policías y el FBI que entren a arrestar a todos los miembros del cártel. Mientras, Fénix y Campos escapan, Brian se da cuenta de que, en realidad, Campos es el verdadero Arturo Braga, mientras que Trinh confirma lo mismo por una foto que llegó por fax. Dom inmediatamente salva a Gisele de Fénix, quien trataba de atropellarla, mientras trataba de escapar con el verdadero Braga (luego de haber arrollado a otros matones y agentes) y luego Dom, junto con Gisele, escapan rápidamente del lugar. Mientras que Brian, se queda con el falso Braga y la policía.
Al día siguiente, Brian, Stasiak, Trinh y Penning, hablan con los jefes superiores del FBI, diciendo que siempre tuvieron a Braga bajo sus narices, por desgracia, ahora se escapó y Dom seguramente cruzó la frontera. Los jefes del FBI relevan de su cargo a Brian hasta que se haga una investigación formal, este pregunta qué pasará con Braga, pero sus jefes le responden que eso ya no es su asunto. Brian, molesto, dice que él trabaja en el FBI para hacer lo correcto y lo correcto es atrapar a Braga. La agente Trinh menciona que aduanas rastreó a Braga, vía satélite, hasta su base en Tecate, México, pero Penning les dice que México está fuera de su jurisdicción. Brian dice que atrapará a Braga y a cambio, quiere que dejen en paz a Dom. En la noche, Dom visita la tumba de Letty y después regresa a casa, para terminar de reparar el auto de su difunto padre, que Letty inicialmente reparó antes de morir. Minutos más tarde, Brian llega y ayuda a Dom con el auto. Le dice que irá con él, a lo que Dom le responde que no hay boleto de regreso en este viaje. Brian ve a Mia llegar con las compras y la sigue a la cocina, coqueteándola. Ella llora, preocupada por su hermano y Brian le da un beso. Mia vuelve con Brian y le pregunta a Dom cómo se despide de su único hermano. Dom le dice no hacerlo y se dan un abrazo. 
Dom y Brian se dirigen a México para atrapar a Braga y Fénix. Antes, van a una colina, esperando a Gisele, quién le da las gracias por salvarle la vida, así que les da la información del escondite de Braga, aunque, vanamente, le advierte a Dom que lo que quiere hacer es un suicidio. Dom, por su parte, le dice que no puede hacer otra cosa y Gisele le dice que debió haberla amado mucho (refiriéndose a Letty). Se despide de Dom con un beso en la mejilla y le dice que vaya con Dios. Gisele se marcha y antes de empezar, Brian le comenta a Dom que aquí se termina su jurisdicción, Dom le responde que aquí comienza la de él. Más tarde, Braga y su equipo (sin Fénix y otros más), se dirigen a una iglesia para que el padre orara por él y su equipo y le paga mil millones de dólares, el padre le da la bendición y se retira de la iglesia. Mientras Braga está orando, inmediatamente, llegan Dom y Brian, armados, diciéndole que no está perdonado. Braga le dice a Dom que si lo quieren arrestar en un lugar santo, Brian le responde que esa ya no es una opción y Dom agrega que ni pagando sale de esto. Braga, inmediatamente, le dice a Dom que no son tan diferentes y que no es un héroe. Dom prepara su arma para disparar pero, en el último segundo, le dice que tiene razón y que por eso, Brian lo llevará de regreso a la frontera para encerrarlo en Estados Unidos. Dom le dice a Brian que Fénix es de él, a lo que este acepta. Sin embargo, uno de los hombres de Braga se da cuenta de que Dom y Brian se llevaron a su jefe, le avisa a todos los hombres de Braga, incluyendo a Fénix, que va furioso dispuesto a rescatarlo.
El dúo se lleva a Braga a la frontera, sin embargo, aparecen todos los hombres de Braga para rescatarlo. Fénix empieza a eliminar a uno de los de su equipo porque le están disparando al auto de Brian, sin darse cuenta de que Braga está con él, ya que ellos pensaron que estaba con Dom. Brian rompe el muro del túnel para poder cruzar la frontera, mientras Fénix intenta salvar a Braga. Dom va eliminando a todos los hombres de Braga, olvidando a Fénix de momento. Brian, por otro lado, logra salir del túnel, pero antes, Fénix choca su auto y se vuelca al salir del túnel. Fénix cree que Brian murió en el volcamiento e intenta ayudar a Braga. Mientras tanto, Dom destruye su auto y toma otro rápidamente, causando una explosión dentro. Sin embargo, el túnel comienza a derrumbarse por completo. Fénix logra sacar a Braga a salvo, pero Brian sale del auto malherido. Fénix lo ve e inmediatamente lo golpea hasta dejarlo sangrando y le apunta con su arma, dispuesto a matarlo, pero Dom, sorpresivamente, sale del túnel, Fénix le dispara al auto sin éxito. Brian lo sujeta por el pie a Fénix y Dom lo atropella, matándolo con el impacto. Cumpliendo el trabajo, mientras Dom trataba de parar la hemorragia de Brian, el FBI y la policía se acercan al lugar y Brian pide a Dom que escape de ahí, pero este responde que ya no correrá más. En eso Brian discute con Dom sobre que él hubiese ganado la carrera que habían competido días atrás, si éste no hubiese hecho trampa, pero Dom le responde que está alucinando, en eso ambos empiezan a reír pero Brian por su herida le pide a Dom que no lo haga reírse mucho. Momentos después el FBI y la policía llegan al lugar y arrestan tanto a Braga como también a Dom.
En un tribunal, el juez habla con Dom, diciéndole que por ayudar a Brian a capturar al narcotraficante mexicano, Arturo Braga, le deben mucho y posiblemente, deban dejarlo libre. Sin embargo, la corte no está de acuerdo con dejarlo libre, argumentando que un acierto no compensa toda una vida de errores. Por esto, el juez no tiene más remedio que dictarle la máxima sentencia en la ley de California, diciendo: "Dominic Toretto, se le condena a pagar un mínimo de veinticinco años en la prisión de máxima seguridad de Lompoc, sin posibilidad de libertad condicional".
Mientras el autobús lleva a todos los convictos (entre ellos a Dom) a la prisión de Lompoc, justo en ese momento Brian, Mia, Tego y Santos se aparecen detrás del autobús y van dispuestos a rescatar a Dom, al mismo tiempo que Tego y Santos discuten, ya que Santos comenta que él se roba los autos, pero Tego se lleva el crédito. El grupo se aproxima al autobús y Dom los escucha y al verlos, sonríe justo cuando la película termina durante el comienzo de la quinta entrega.

## Reparto
- Vin Diesel es Dominic "Dom" Toretto.
- Paul Walker es Brian O'Conner.
- Michelle Rodriguez es Leticia "Letty" Ortiz.
- Jordana Brewster es Mia Toretto.
- Sung Kang es Han Seoul-Oh.
- Jack Conley es Agente Penning.
- Shea Whigham es Agente Michael Stasiak.
- Liza Lapira es Agente Sophie Trinh.
- Don Omar es Rico Santos.
- Tego Calderón es Tego Leo.
- Mirtha Michelle es Cara Mirtha.
- John Ortiz es Ramón Campos / Arturo Braga.
- Laz Alonso es Fénix "Rise" Calderón.
- Gal Gadot es Gisele Yashar.
- Robert Miano es Doble de Arturo Braga.
- Joe Hursley es Virgil.
- Ron Yuan es David Park.
- Greg Cipes es Dwight Mueller.
- Neil Brown Jr. es Malik Herzon.
- Wilmer Calderon es Tash Barilla.
- Brandon T. Jackson es Alex / BMW Driver Car.
- Mousa Kraish es Silvia Driver Car.

## Doblaje
| Actor              | Personaje                   | Actor/Actriz de doblaje · México | Actor/Actriz de doblaje · España |
| ------------------ | --------------------------- | -------------------------------- | -------------------------------- |
| Vin Diesel         | Dominic "Dom" Toretto       | Idzi Dutkiewicz                  | Juan Carlos Gustems              |
| Paul Walker        | Brian O'Conner              | Ricardo Tejedo                   | Daniel García                    |
| Michelle Rodriguez | Leticia "Letty" Ortiz       | Erica Edwards                    | Graciela Molina                  |
| Jordana Brewster   | Mia Toretto                 | Mayra Arellano                   | Joël Mulachs                     |
| Sung Kang          | Han Seoul-Oh                | José Gilberto Vilchis            | José Posada                      |
| Jack Conley        | Agente Penning              | Sebastián Llapur                 | Jordi Royo                       |
| Shea Whigham       | Agente Michael Stasiak      | Raúl Anaya                       | Eduard Itchart                   |
| Liza Lapira        | Agente Sophie Trinh         | Dulce Guerrero                   | Berta Cortés                     |
| Don Omar           | Rico Santos                 | Óscar Flores                     | Manuel García Guevara            |
| Tego Calderón      | Tego Leo                    | Mario Castañeda                  | Juan Fernández                   |
| John Ortiz         | Ramón Campos / Arturo Braga | José Luis Rivera                 | Rafael Calvo                     |
| Laz Alonso         | Fénix "Rise" Calderon       | Enrique Cervantes                | Domenech Farell                  |
| Gal Gadot          | Gisele Yashar               | Marisol Romero                   | Esther Solans                    |
| Robert Miano       | Doble de Arturo Braga       | Jesse Conde                      | Alfonso García Zambrano          |
| Joe Hursley        | Virgil                      | Alfredo Gabriel Basurto          |                                  |
| Ron Yuan           | David Park                  | Gerardo García                   |                                  |
| Greg Cipes         | Dwight Mueller              | Eduardo Garza                    | Aleix Estadella                  |
| Brandon T. Jackson | Alex / BMW Driver Car       | Arturo Mercado Jr.               | Juan Antonio Soler               |

## Automóviles
- 1987 Buick Regal GNX "Grand National" de Dominic "Dom" Toretto y Leticia "Letty" Ortiz.
- 1970 Chevrolet Chevelle SS de Dominic "Dom" Toretto.
- 1970 Plymouth Road Runner de Leticia "Letty" Ortiz.
- 2002 Nissan Skyline GT-R R34 de Brian O'Conner.
- 2008 Subaru Impreza WRX STi Hatchback de Brian O'Conner.
- 1970 Dodge SuperCharger R/T (negro mate) de Dominic "Dom" Toretto.
- 1998 BMW M5 de BMW Driver Car.
- 1998 Nissan 200SX (S14) (plata tuneado) de Silvia Driver Car.
- 1999 Nissan 240SX (S15) (plata) de David Park.
- 1972 Ford Gran Torino de Fénix "Rise" Calderon.
- 1969 Chevrolet Camaro SS Indianapolis de Dwight Mueller.
- 2007 Tjaarda Mustang de Malik Herzon.
- 2007 Infiniti G35 de Tash Barilla.
- 2006 Hummer H1 de Brian O'Conner y Dominic "Dom" Toretto.
- 1969 Chevrolet Camaro Z/28 F-Bomb de Dominic "Dom" Toretto.
- 2006 Porsche Cayman S de Gisele Yashar.
- 1970 Dodge SuperCharger R/T (negro mate reconstruido) de Brian O'Conner.
- 2002 Honda NSX de Mia Toretto.
- 1978 Pontiac Firebird de Rico Santos y Tego Leo.

## Producción

### Desarrollo
Después de una recepción positiva por parte del público al cameo de Vin Diesel en Tokyo Drift, Universal confiaba en reinventar efectivamente la serie con sus estrellas originales.  La película fue anunciada en julio de 2007, con Diesel, Paul Walker y varios otros miembros del elenco de la película original repitiendo sus papeles.

### Música
La partitura de Fast & Furious fue compuesta por Brian Tyler, quien grabó su partitura con la Hollywood Studio Symphony en el Newman Scoring Stage de 20th Century Fox.  El álbum de partituras fue lanzado en CD por Varèse Sarabande Records con más de 78 minutos de música.
La banda sonora oficial fue lanzada el 31 de marzo de 2009 en Star Trak , con la producción a cargo principalmente de The Neptunes . Los sencillos incluyen "Blanco" y "Krazy" de Pitbull y "Bad Girls" de Robin Thicke.  La banda sonora también incluye la canción "G-Stro" de Busta Rhymes con Pharrell Williams, una pista sobrante del álbum de Busta Rhymes Back on My BS Star Trak e Interscope Records lanzaron la banda sonora de la película con "Crank That" no incluido. Otra canción omitida fue "Rising Sun" del grupo surcoreano TVXQ.

## Banda sonora
1. Rye Rye y M.I.A. - «Bang» - Produced by Blaqstarr[7]
2. Busta Rhymes - «G-Stro» - Produced by The Neptunes[7]
3. Kenna - «Loose Wires» (found on Kenna's Make Sure They See My Face) - Produced by  The Neptunes
4. Pitbull feat. Pharrell - «Blanco» - Produced by The Neptunes
5. Pitbull feat. Lil Jon - «Krazy» (found on Pitbull's Rebelution) - Producer by Frederico Franchi, Lil Jon [7]
6. Tego Calderón feat. Pitbull - «You Slip, She Grip» -  Produced by The Neptunes
7. Shark City Click feat. Pharrell Williams - «Head Bust» -  Produced by The Neptunes
8. Pitbull feat. Robin Thicke - «Bad Girls» - Produced by The Neptunes
9. Don Omar - «Virtual diva» (found on Don Omar's iDon) - Produced by Armando Rosario [7]
10. Tasha - «La Isla Bonita» - Produced by J. Drew Sheard II[7]
11. Pitbull feat. Pharrell - «Blanco» (Spanish) - Produced by The Neptunes
12. TVXQ! - «Rising Sun» (Korean) - Produced by SM
13. The GazettE - «BEFORE I DECAY»

## Lanzamiento

### Cine
Originalmente estaba previsto que se estrenara el 5 de junio de 2009,  pero se retrasó una semana después, el 12 de junio, debido a otra película de Universal, Land of the Lost.  La fecha fue reprogramada para dos meses antes, el 3 de abril de 2009.  Fue la primera película teatral con movimiento mejorado que presentó la tecnología de retroalimentación de movimiento D-BOX en salas seleccionadas.

### Medios domésticos
Fast & Furious se lanzó en DVD y Blu-ray el 28 de julio de 2009.  A junio de 2021 , las ventas de DVD y Blu-ray han vendido 4.616.164 copias generando $77.846.318 en ingresos por ventas.  Fue relanzado en Australia en Blu-ray, incluida una copia digital, y retitulado Fast & Furious 4 el 30 de marzo de 2011.

## Recepción

### Taquilla
En su primer día de estreno, Fast & Furious recaudó 30,6 millones de dólares y alcanzó el primer puesto de la taquilla del fin de semana con 72,5 millones de dólares, más de lo que ganó Tokyo Drift en toda su carrera nacional.  La película tuvo el sexto fin de semana de estreno más grande de 2009 y fue el doble de lo que esperaban la mayoría de los observadores de la industria. Además, superó el récord de The Lost World: Jurassic Park por tener el fin de semana de estreno más grande para cualquier película de Universal.
También ostentó el récord del fin de semana de estreno con mayor recaudación en abril y de cualquier película orientada a los coches, récord que anteriormente ostentaba Cars, que recaudó 60,1 millones de dólares. Ambos récords fueron batidos dos años después por Fast Five, que recaudó 86,2 millones de dólares.  Fast & Furious también ostentó el récord del fin de semana de estreno más alto para un lanzamiento de primavera, hasta que lo rompió Alicia en el país de las maravillas de Tim Burton. Su recaudación mundial en su primer fin de semana asciende a 102,6 millones de dólares.
La película finalizó su estreno en cines el 2 de julio de 2009, con una recaudación bruta de 155,1 millones de dólares en Estados Unidos y Canadá, y 205,3 millones de dólares a nivel internacional, para un total mundial de 360,4 millones de dólares,  lo que la convierte en la decimoséptima película más taquillera de 2009.

### Respuesta crítica
En Rotten Tomatoes, Fast & Furious tiene un índice de aprobación del 29% según 178 reseñas, con una calificación promedio de 4,6/10. El consenso de los críticos del sitio dice: "Si bien Fast and Furious presenta la acción y las acrobacias necesarias, los realizadores no han logrado proporcionar una historia competente ni personajes convincentes".  En Metacritic, la película tiene una puntuación promedio ponderada de 46 sobre 100 basada en 28 críticas, lo que indica "críticas mixtas o promedio".  El público encuestado por CinemaScore le dio a la película una calificación promedio de "A-" en una escala de A+ a F.
Lisa Schwarzbaum de Entertainment Weekly le dio a la película una B+ y escribió: "Fast & Furious todavía no es un punto de quiebre. Pero es perfectamente consciente de su limitada misión dramática... ofrece una atractiva ruta de escape de la importancia personal, el sarcasmo y la charlatanería de comedias sobre el vínculo masculino".  Escribiendo para The Hollywood Reporter, Kirk Honeycutt la llamó "la primera secuela verdadera del grupo. Al reunir a las dos estrellas masculinas del original y... continuando la historia de la primera película, esta nueva película debería reavivar la franquicia".  Betsy Sharkey del Los Angeles Times lo consideró una "extraña pieza de nostalgia, donde, sin disculpas, los autos rápidos todavía gobiernan y el combustible se quema con abandono".  Roger Ebert, que había dado críticas positivas a las películas anteriores, consideró que la historia, el diálogo y la actuación eran superficiales: "Admiro el arte involucrado, pero la película me deja profundamente indiferente. Después de tres películas anteriores, que han sido transmutadas en videojuegos, ¿por qué necesitamos una cuarta? Oh, acabo de responder mi propia pregunta".